# Университет Асмэры
Университет Асмэры — государственный университет в Асмэре, Эритрея. Первый университет страны, он был основан в 1958 году «Piae Madres Nigritiae» (сёстрами Комбони). Школа предназначалась для обучения местного населения, хотя первоначальный набор в неё в 1950-х годах был полностью итальянским. На протяжении своей истории университет вновь открывался и реорганизовывался после политических изменений. В 2006 году он был реорганизован в другие учреждения, в частности, в Технологический институт Эритреи.

## История
Университет был основан как «Католический колледж Санта-Фамилья» в 1958 году «Piae Madres Nigritiae» (сёстрами Комбони). В 1964 году университет был переименован в «Университет Асмэры» и начал предлагать программы получения диплома младшего специалиста в области искусства, торговли и науки. Корни университета связаны с 1940-ми годами, когда доктор Винченцо Ди Мельо способствовал созданию «Медицинской школы» в итальянской Асмэре. Он также исторически связан с Всеобщим итальянским государственным институтом Асмэры.
В 1979 году новый президент провёл крупную реорганизацию учебной программы и структуры. В последующие годы число студентов увеличилось с 300 до 2700. Новые курсы, преподаватели, дневные и вечерние программы повышения квалификации и здания кампуса возродили университет вместе с двусторонним соглашением об обмене студентами и преподавателями с Аддис-Абебским университетом, в котором особое внимание уделялось последипломной подготовке в Аддис-Абебе с целью подготовки преподавателей для Эритреи. В 1980-х годах был создан Колледж сельского хозяйства в засушливых зонах.

### После обретения Эритреей независимости

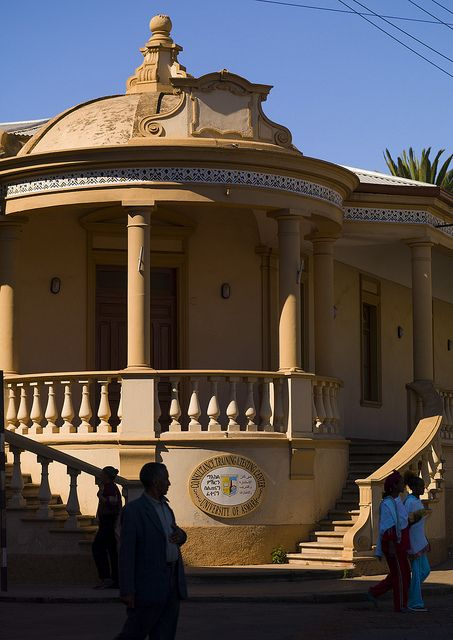
Университет Асмэры

В 2003 году университет прекратил набор новых студентов. В 2003 году правительство издало директиву, переводящую будущих студентов в одно из пяти высших учебных заведений, которые открылись после прекращения приёма новых студентов в университет, — например, в Технологический институт Эритреи. Правительство Эритреи в своей программе предусмотрело реструктуризацию университета и перераспределение его ресурсов новым высшим учебным заведениям.